# 1992年冬季奥林匹克运动会立陶宛代表团
1992年冬季奧林匹克運動會立陶宛代表團是立陶宛所派出的1992年冬季奧林匹克運動會代表團。這是該國自1991年脫離蘇聯獨立後首次參加冬季奧運會。